# Pseudohadena manifesta
Pseudohadena manifesta är en fjärilsart som beskrevs av Hugo Theodor Christoph 1893. Pseudohadena manifesta ingår i släktet Pseudohadena och familjen nattflyn. Inga underarter finns listade.